# Florijana Ismaili
Florijana Ismaili (Aarberg, Bern kanton, 1995. január 1. – Musso, 2019. június 29.) néhai svájci válogatott labdarúgó.

## Pályafutása

### Klubcsapatokban
Pályafutása elején a Walperswil ifjúsági akadémiájának tagja volt 2006-tól 2011-ig. 2011 márciusában csatlakozott a Young Boys csapatához. A berni klubban egy évvel később mutatkozott be a felnőttek között, ahol később ő lett a csapatkapitány is.
A 2015-ös világbajnokság előtt tett nyilatkozata szerint álma az volt, hogy Európa egyik legerősebb bajnokságában, a német Frauen-Bundesligában játszhasson.

### A válogatottban
2012-ben negyedik volt a svájci csapattal az U17-es Európa-bajnokságon. 2012 és 2013 között a svájci U19-es csapatban 13 mérkőzésen ötször volt eredményes.
A svájci válogatottban 2014 januárjában mutatkozott be egy Portugália elleni 2–1-es győzelem alkalmával.
Részt vett a 2015-ös világbajnokságon.
A 2017-es Ciprus-kupán aranyérmet nyert csapattársaival.

## Sikerei

### Klubcsapatokban
Svájci bajnok (1):
- Young Boys (1): 2011

 Svájci kupadöntős (1):
- Young Boys (1): 2011

### A válogatottban
Svájc
- Ciprus-kupa győztes: 2017

## Magánélete
Ismaili albán származású volt, szülei születése előtt három évvel vándoroltak Svájcba Jugoszláviából. A labdarúgás mellett részmunkaidős állást vállalt, recepción dolgozott egy egészségügyi központban.

## Halála
2019. június 29-én egyik barátnőjével nyaralt a Comói-tó partján, Musso városában, amikor a bérelt gumicsónakjukról a vízbe ugrott, azonban ezt követően nem jött fel a felszínre. Holttestét július 2-án találták meg a búvárok egy robot segítségével 204 méteres mélységben, nem messze az eltűnés feltételezett helyszínétől.